# Colm Kelleher
Thomas Columba „Colm“ Kelleher (* 30. Mai 1957 in Bandon, Irland) ist ein irisch-britischer Bankmanager. Er ist seit April 2022 Präsident des Verwaltungsrates der UBS.

## Ausbildung
Colm Kelleher wuchs mit acht Geschwistern in einer tiefgläubigen Arztfamilie in Cork auf. Die Familie zog wegen der Armut in Irland nach Nordengland, in Liverpool besuchte er ein christliches Gymnasium. Er machte einen Master in Geschichte an der Universität Oxford und strebte eine akademische Karriere an, landete aber eher zufällig am Oriel College der Universität Oxford im Banking. Während seiner ersten Anstellung bei der Londoner Bank Robert Fleming schloss er die Ausbildung mit einem Wirtschaftsprüfer-Diplom ab.

## Karriere
Colm Kelleher wechselte 1989 zur Investmentbank Morgan Stanley in London und hatte dort verschiedene Positionen: 2004–2006 Co-Head Fixed Income, Europe, 2006–2007 Head Global Capital Markets, 2007–2009 CFO und Co-Head Corporate Strategy, ab 2006 in der Zentrale in New York. In der Finanzkrise 2008 wehrte er sich zusammen mit CEO John J. Mack gegen den Verkauf der Investmentbank, den das US-Finanzministerium forderte. Die Nachfolge des CEO trat 2010 der Chef der Vermögensverwaltung, James P. Gorman, an. Colm Kelleher blieb und führte als Nummer 2 das Tagesgeschäft, ab 2011 als CEO Morgan Stanley International und ab 2016 als President Morgan Stanley. Dabei erwarb er sich den Ruf, „aus der undisziplinierten und fehleranfälligen Investmentbank einen stabileren Finanzdienstleistungsriesen geformt“ zu haben. 2019 trat er zurück.
Im April 2022 wurde Colm Kelleher zum Verwaltungsratspräsidenten der UBS gewählt. Er betonte dabei, Banker sollten langweilig sein, die Institution, nicht die Person müsse im Vordergrund stehen. Im März 2023 führte Colm Kelleher für die UBS die Verhandlungen um die Übernahme der angeschlagenen Konkurrentin Credit Suisse.
Von 2019 bis 2025 war er Mitglied des Aufsichtsrats der Norfolk Southern Corporation.

## Persönliches
Colm Kelleher ist verheiratet und hat drei erwachsene Kinder. Er wohnt in Zürich.
Sein Bruder Declan Kelleher war irischer Botschafter erst in der VR China (2004–2013) und danach bei der Europäischen Union (2013–2020).